# Kbel (ort i Tjeckien, Mellersta Böhmen, lat 50,29, long 14,85)
Kbel är en ort i Tjeckien.   Den ligger i regionen Mellersta Böhmen, i den centrala delen av landet, 40 km nordost om huvudstaden Prag. Kbel ligger 197 meter över havet och antalet invånare är 212.
Terrängen runt Kbel är huvudsakligen platt. Kbel ligger nere i en dal. Runt Kbel är det ganska tätbefolkat, med 166 invånare per kvadratkilometer. Närmaste större samhälle är Mladá Boleslav, 13,8 km norr om Kbel. Trakten runt Kbel består till största delen av jordbruksmark.